# Itaí (Ijuí)
Itaí é um distrito rural do município brasileiro de Ijuí, no estado do Rio Grande do Sul.

## Pontos de interesse
- Ponte de ferro do Itaí